# Шостакович, Максим Дмитриевич
Макси́м Дми́триевич Шостако́вич (род. 10 мая 1938, Ленинград) ― советский, американский и российский дирижёр и пианист, сын Дмитрия Шостаковича. Заслуженный артист РСФСР (1978)

## Биография
С ранних лет обучался игре на фортепиано в Центральной музыкальной школе, затем поступил в Московскую консерваторию в класс Якова Флиера, на вступительных экзаменах исполнял Второй фортепианный концерт своего отца. В консерватории заинтересовался дирижированием и занимался сначала у Николая Рабиновича и Александра Гаука, затем у Геннадия Рождественского.
В 1963 году был принят на пост помощника главного дирижёра Московского филармонического оркестра, с 1966  года работал с Госоркестром СССР, Большим симфоническим оркестром Всесоюзного радио (в 1974 году дирижировал с этим коллективом премьерой Пятнадцатой симфонии своего отца), в 1971―1981 годы руководил Симфоническим оркестром Министерства культуры СССР.
За рубежом впервые выступил как дирижёр в 1968 году с Лондонским филармоническим оркестром в Королевском фестивальном зале, в 1969 году провёл концертный тур по США с Госоркестром. С 1979 года выступает как оперный дирижёр, среди его постановок ― оперы его отца «Нос» и «Леди Макбет Мценского уезда».
В 1981 году не вернулся из гастролей по ФРГ, впоследствии поселившись в США. В 1983―1985 годы ― главный дирижёр Гонконгского филармонического оркестра, в 1986―1991 годы ― Новоорлеанского симфонического оркестра. В 1994 году впервые после долгого перерыва выступил в России, три года спустя вместе с семьёй вернулся в Россию и поселился недалеко от Санкт-Петербурга, в Павловске.
Осуществил ряд записей, в том числе всех симфоний своего отца (полный комплект с Пражским симфоническим оркестром, отдельные записи с другими оркестрами), его же обоих фортепианных концертов.
В 2009 году награждён Благодарностью Законодательного Собрания Санкт-Петербурга за существенный личный вклад в развитие культуры и искусства в Санкт-Петербурге.

## Семья
- Отец — Дмитрий Дмитриевич Шостакович (1906—1975) композитор.
- Мать — Нина Васильевна Шостакович (урождённая Варзар, 1909—1954), астрофизик, училась у Абрама Иоффе, отказалась от научной карьеры и полностью посвятила себя семье; дочь астронома Софьи Михайловны Варзар, внучка экономиста Василия Егоровича Варзара, профессора МГУ.
- Дядя (муж Ирины Васильевны Варзар) — Герасим Григорьевич Эфрос (1902—1979), живописец, график, карикатурист. Их дочь (двоюродная сестра Максима Шостаковича) — художник, архитектор Алла Герасимовна Варзар (1938—2004).
- Сестра — Галина Дмитриевна Шостакович (род. 1936), окончила биологический факультет МГУ в 1959 году. В 1959 году вышла замуж за оператора Евгения Борисовича Чуковского (р. 1938), внука писателя и детского поэта Корнея Чуковского и племянника Лидии Чуковской.
- Первая жена — Елена
  - Сын — Дмитрий Максимович (р. 1961), занимается фотографией и электронной музыкой, оставив карьеру в музыке классической. Живёт в Париже.
    - Внук — Дмитрий Дмитриевич (р. 2005)
    - Внук — Алексей Дмитриевич (р. 2009)
- Вторая жена — Марина
  - Дочь — Мария Максимовна (р. 1991), звукорежиссёр.
  - Сын — Максим Максимович (р. 1994), окончил Высшую школу экономики, продюсер.